# Níger en los Juegos Olímpicos de Tokio 2020
Níger estuvo representado en los Juegos Olímpicos de Tokio 2020 por siete deportistas, cuatro hombres y tres mujeres, que compitieron en cuatro deportes.
Los portadores de la bandera en la ceremonia de apertura fueron el practicante de taekwondo Abdoulrazak Issoufou y la nadadora Roukaya Mahamane. El equipo olímpico nigerino no obtuvo ninguna medalla en estos Juegos.